# Holmedals kyrka, Kvinnherads kommun
Holmedal kyrka är en långkyrka från 1882 i Kvinnherads kommun i Vestland fylke i västra Norge. 
Kyrkan är byggd i trä och har plats för 200 besökare. 
Kyrkans två kyrkklockor är från år 1250 respektive år 1300. 